# Borðoy
Borðoy (far. wym. [ˈboːɹɔi], duń. Bordø) – szósta co do wielkości i czwarta co do liczby mieszkańców wyspa wchodząca w skład archipelagu Wysp Owczych. Powierzchnia jej wynosi 95 km², a zamieszkuje ją ok. 5 tysięcy osób. Na wyspie jest pięć gór: Lokki (755 m n.p.m.), Depilsknúkur (680), Háfjall (647), Hálgafelli (503), Borðoyarnes (392). Jest tam też kilka jezior, między innymi Skúvadalur.

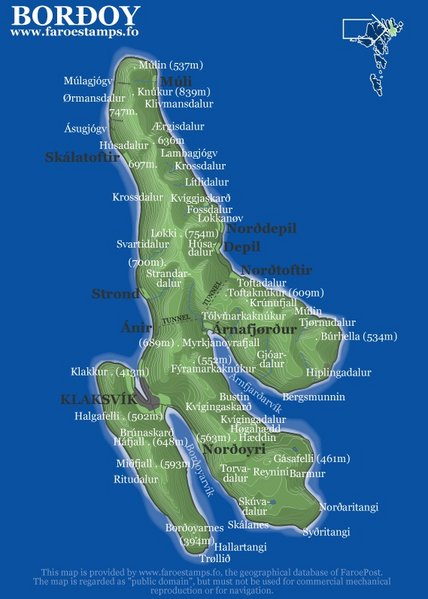
Mapa Borðoy

Największym miastem zarówno wyspy, jak i tej części całego archipelagu, zwanej Norðoyar jest Klaksvík, który liczy ok. 4,6 tys. ludności. Pozostałe osady wyspy to: Norðdepil (169), Norðoyri (72), Árnafjørður (59), Ánir (18), Depil (2), Norðtoftir (?), Strond (?), a także trzy niezamieszkane: Múli, Fossá i Skálatoftir. Pierwsza z wymienionych nie posiadała drogi łączącej ją z innymi aż do 1989 roku, jednak jej wybudowanie, nie zahamowało emigracji, która zakończyła się w 1994, kiedy osadę opuścił ostatni jej mieszkaniec. W 1969 roku powstał plan, aby drugą z wymienionych, Fossę przekształcić w muzeum. Zajęło się tym miasto Klaksvík, tworząc tam typową średniowieczną osadę wikingów.